# Fucile Brunswick
Il fucile Brunswick era un fucile ad avancarica britannico, prodotto dalla Royal Small Arms Factory per il British Army nella prima metà del XIX secolo.
Il fucile derivava il suo nome dallo stato tedesco di Brunswick.

## Storia
Fu uno dei numerosi progetti presentati per rimpiazzare il fucile Baker delle guerre napoleoniche.
Durante i test preliminari si appurò che la palla del Brunswick non era adatta per essere sparata utilizzando le cartucce standard in carta dell'epoca; si notò pure che il fucile era molto pesante e che il colpo partiva ad una velocità relativamente bassa. Nonostante questi inconvenienti, il fucile funzionò meglio di ciò che ci si aspettava, ed il ‘'Master-General of Ordnance'’ ordinò che fosse prodotto con una canna lunga 30 pollici ed un calibro .654. Il nuovo fucile era stato progettato per accogliere una baionetta che permetteva di sparare anche a baionetta inastata, a differenza del Baker.
Nel dicembre del 1836 furono effettuate prove comparative col Baker. Risultò che le due armi avevano la stessa precisione a corta distanza ma più in là il Brunswick era assai migliore. In più richiedeva di essere pulito meno spesso del Baker e la canna si usurava assai più lentamente. Il Brunswick risultò essere decisamente più robusto e nel gennaio del 1837 arrivò l'approvazione per la produzione.
Quasi immediatamente il calibro fu modificato da. 604 a .704 in seguito ad un nuovo programma di standardizzazione. I primi 1000 fucili furono consegnati il 25 ottobre 1837.
Nonostante le difficoltà del caricamento (la palla doveva essere incastrata esattamente con le sue nervature nelle scanalature della canna, mentre coi fucili precedenti non ci si preoccupava della posizione), il Brunswick fu accolto bene e rimase in produzione per quasi mezzo secolo.
Il fucile fu usato fino ai più sperduti avamposti e subì molti aggiustamenti e miglioramenti finché restò in produzione, che terminò nel 1885.

## Aspetti tecnici

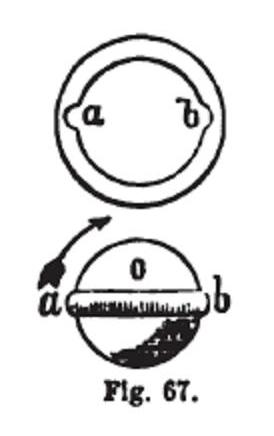
Schema della canna con due scanalature (in alto) e del proiettile con le nervature che vi s’inserivano (in basso) del fucile Brunswick.

Utilizzava munizioni a palla speciale di forma sferica con due nervature in rilievo che si inserivano in due scanalature spiraliformi della canna, con proiettile dotato di capsula a percussione; le cartucce erano calibro .704).
La caratteristica principale era una canna rigata che imprimeva una rotazione attorno all'asse al proiettile, che migliorava sensibilmente stabilità e precisione del tiro alle medie-lunghe distanze. Soffriva di una certa difficoltà di caricamento, soprattutto di notte quando era difficile vedere le scanalature, difetto comune a molti fucili dell'epoca.
Il Brunswick utilizzava un mirino anteriore fisso ed una tacca di mira pieghevole, a due posizioni (200 o 300 yard), e pesava approssimativamente tra le 9 e le 10 libbre (4-4,5 kg) a seconda della versione, senza baionetta.

## Varianti

### 1836
Il modello 1836 si caratterizzava per l'acciarino a molla indietro (si rivelò pessimo nell'uso reale) ed un unico scomparto per le pezzuole. I primi esemplari avevano un calibro di .654; dopo un po' il calibro fu cambiato in .704.

### 1840
Il modello 1840 aveva due scomparti per le pezzuole e una serie di piccole modifiche rispetto al modello 1836.

### 1841
Il modello 1841 rimpiazzava l'acciarino a molla indietro con un più comune molla avanti ma entrò in produzione solo nel 1845. Utilizzava una canna in ferro anziché in damasco e altre modifiche minori.

### 1848
Il modello 1848 usava un nuovo attacco per la baionetta con la tacca di fermo a circa metà della guida. Solo un piccolo numero di fucili prodotti per l'esercito britannico aveva questa modifica.

### 796
Per la Royal Navy fu realizzata una versione più potente del fucile con calibro .796.

## Utilizzo
Il Brunswick fu costruito su licenza anche in Belgio. Copie del fucile Brunswick vennero prodotte in Nepal, approssimativamente tra il 1840 ed il 1860. Le copie apparentemente prodotte manualmente differiscono una dall'altra per piccoli dettagli. C'erano due distinte versioni: un modello "leggero" approssimativo di 7.5 libbre (3,4 kg), ed una versione molto simile al Brunswick standard, di circa 9 libbre (4 kg). Furono prodotti tra i 10.000 ed i 12.000 pezzi nepalesi. Un numero limitato di questi fucili fu importato dagli Stati Uniti durante la guerra civile.